# Philipp Manecke
Philipp Manecke (auch: Philippus Maneke und Philipp Mahnke; geboren 9. Februar 1638 in Boitzenburg; gestorben 9. März 1707 in Lüneburg) war ein deutscher Anwalt, Stadtsyndikus und Chronist.

## Leben
Philipp Manecke entstammt einem alten niedersächsischen Adelsgeschlecht, das bereits ab dem Jahr 1370 durch Eduartus de Manecke nachweisbar ist. Er war  ein Sohn des Ratsherrn, Bürgermeisters und Pfandherrn Laurenz oder Lorentz Manecke zu Boizenburg an der Elbe in Mecklenburg, der auch als „juris consultis“ bezeichnet wird.
Mitten im Dreißigjährigen Krieg war Boitzenburg durch fremde Truppen besetzt, weshalb Maneckes Mutter 1644 mit ihrem Kleinkind über Nacht nach Hamburg floh. Da ein Teil der Boitzenburger Befestigungen kurz darauf am 28. Juli 1644 gesprengt wurde, bestimmten Maneckes Verwandte den Zögling eingedenk der überstandenen Gefahr für den Beruf eines Geistlichen.
Im April 1656 immatrikulierte sich „Philipp Maneke“ an der Universität Rostock, an der er bis 1657 zunächst Theologie studierte. Ab 1658 studierte er an der Universität Wittenberg, an der er zum Fach der Rechtswissenschaften wechselte. Ab 1660 studierte er die Jurisprudenz weiter in Rostock. 1664 unternahm er eine Bildungsreise nach den Niederlanden, England und Frankreich. Im selben Jahr kehrte er zurück, wurde niedersächsischer Kreis-Auditor für die für Ungarn vorgesehene Kavallerie und ging mit dieser in Folge des seinerzeitigen Türkenkriegs nach Ungarn. Dort wohnte er der Schlacht bei St. Gotthard bei. Nach dem Frieden von Eisenburg sollte Manecke den kaiserlichen Gesandten Graf Walter Leslie von Ungarn aus nach Konstantinopel begleiten, die Hauptstadt des Osmanischen Reichs. Eine Krankheit hinderte Manecke jedoch an der Reise.
1665 bereiste Manecke die Länder Dänemark und Schweden und wurde 1665 dann für kurze Zeit in Lübeck tätig. Ab 1668 unternahm er eine Gesandtschaftsreise nach Finnland, Livland und schließlich nach Moskau, von wo er erst 1670 in sein Heimatland zurückkehrte und sich ab demselben Jahr erstmals in Lüneburg aufhielt.
Bald darauf reiste Manecke „zum eigenen Vergnügen“ in die Niederlande, wo er dann jedoch an der Universität Franeker zum Dr. jur. promovierte. Seiner Disputation wohnte dabei der Statthalter von Westfriesland bei, Prinz Wilhelm Friedrich.
Nach einem kurzen Aufenthalt in Lüneburg ging Philipp Manecke 1675 nach Hannover, wo er zunächst als Anwalt tätig wurde. Dort heiratete er am 18. Januar 1676 Elisabeth Duve (1658–1688) aus der Familie des Kaufmanns und Bankiers Johann Duve und erwarb das sogenannte „Duvesche Haus“ am Markt der Stadt.
1680 übernahm Manecke die Aufgaben des Stadtsyndikus von Hannover. Rund vier Jahre später stellte er sich 1684 zur Wahl als Bürgermeister, scheiterte jedoch und unterlag dem aus alteingesessener Kaufmannsfamilie stammenden Anton Levin von Wintheim. Schließlich wurde Manecke 1686 aus seinem Amt als Stadtsyndikus entlassen.
In den rund zwölf Jahren seines Aufenthaltes in Hannover verfasste Manecke mehrere Manuskripte, darunter die 1684 beendete Handschrift Hannövrischer Jahrbücher erster, zweyter und dritter Theill … sowie die 1686 abgeschlossene Schrift Merkwürdige Sachen und gründliche Nachrichten der Stadt und Fürstlichen Residenz Hannover, auch des Fürstentum Braunschweig-Lüneburg … Insbesondere diese beiden Schriften sind „als Ergänzung und Fortschreibung älterer Chroniken von Bedeutung“ und fanden ihren Weg in die Gottfried Wilhelm Leibniz Bibliothek – Niedersächsische Landesbibliothek. Manecke erwarb sich zudem Verdienste um die systematische Ordnung der städtischen Registratur sowie des Stadtarchivs Hannover.
1692 siedelte Manecke endgültig nach Lüneburg über, wo er seinen Lebensabend verbrachte.
Er war der Urgroßvater des Urban Friedrich Christoph Manecke (1745–1827).

## Schriften (Auswahl)
Philipp Manecke veröffentlichte einige juristische sowie theologische Disputationen und Abhandlungen, teilweise unter seinem Pseudonym Sincerus Warmund. Er verfasste unter anderem eine Gratulationsschrift zum Hochzeitstag seiner Eltern sowie eine Gratulation zum Hochzeitstag des Boizenburger Kantors Christian Winkelmann.
- Dissertationum Academicarum De Theologia Abstractiva, qt. Rationi Possibilis, Dissertatio Quarta, Quam Ex Suffragio Amplissimae & Nobilissimae Facultatis Philosophicae in praeillustri Academia Rostochiensi Publico Philosophantium Scrutinio exponunt M. Theodorus Iordan, Praeses & Philippus, Maneke, Boitzenburg: Mecklenburgicus, Respondens, Ad diem IV. Martii horis antemeridianis In Auditorio Maiori, Rostochii Richelius Rostock, Rostock Universitätsbibliothek 1657; Digitalisat der Universität Rostock
- Schertz und Glückwünschende Zeilen/ Auff den Hochzeitlichen Ehren-Tag Des … Hn. Lorentz Maneken Rahtsverwandten der Stadt Boitzenburg an einem/ und den Der … Jf. Sophia Elisabeth Gutzmers Des … Hn. Michaelis Gutzmers … Tochter am andern Theil Alß selbiger den 22. April. des 1667sten Jahres … in Boitzenburg gehalten ward. Auffgesetzet und überreichet von Philipp. Maneken, Lübeck: Schmalhertzens Erben, 1667
- Glückwünschender Zuruff/ Auff den Hochzeitlichen Ehren-Tag Des [...] Herrn Christiani Winkelmannes/ Der Schulen zu Boitzenburg wolverordneten und treufleissigen Cantoris, Ratzeburg: Nissen 1667
- Hannövrischer Jahrbücher erster, zweyter und dritter Theill, Manuskript, Hannover [bis 1684]
- Merkwürdige Sachen und gründliche Nachrichten der Stadt und Fürstlichen Residenz Hannover, auch des Fürstentum Braunschweig-Lüneburg …, Manuskript [bis 1686]

## Maneckestraße
1925 wurde im hannoverschen Stadtteil Kleefeld die von der Berckhusenstraße zur Sievertstraße führende Maneckestraße angelegt und nach dem Stadtsyndikus und Chronisten benannt.